# 誘拐 (小説)
『誘拐』（ゆうかい）は、高木彬光の長編推理小説。百谷泉一郎弁護士シリーズの代表作。雑誌『宝石』1961年（昭和36年）3月号から7月号にかけて連載され、8月に光文社より単行本化された。

## 概要
本作は、百谷泉一郎弁護士と明子夫人のシリーズとしては通算3作目にあたり、結婚後の物語としては2作目にあたる。ただし、2作目『破戒裁判』が書き下ろしで発表されたのは1961年6月なので、両者の結婚後の描写が最初に掲載された作品である。
本作の誕生にはかなりの苦渋と難航のあとが見られる。前年の秋から数か月、連載予告が掲載されていたが、果たせず、「愚作を書くつもりで初めては」という江戸川乱歩の励ましによって、ようやく筆をとることができたという。その際に作者の念頭にあったのは、犯人を「彼」と記述するアイデアのみであった。
本作発表の前に、高木彬光は雅樹ちゃん誘拐殺人事件の審理を、初回をのぞいて毎回傍聴している。この事件は1960年の5月16日に発生したもので、この種の捜査とマスコミ報道のありかたに大きな波紋を投げかけた。作品の「第一部」で「彼」が傍聴している裁判は、この事件をモチーフに描かれている。そのため、本作は、誘拐事件を扱ったものであると同時に、法廷小説の側面も見せている。
著者である高木彬光はこの作を単行本として刊行した際に、以下のような言葉を添えている。
著者の、自身に課せられた「本格派」から脱皮すると同時に、流行を極めつつあった「社会派」にも飽きたらず、両派を超越しようとする気魄を持って、この作を記したことが窺われる一文である。

## あらすじ
戦史マニアの「彼」は、犯罪を計画していた。その参考となる事例として、木村事件という現実の「誘拐」事件があり、犯人逮捕によって失敗に終わったその事例から、「彼」は自分の犯罪への教訓を得ようと、毎回裁判傍聴に通うことにした。
期せずして、目黒区駒場町の井上家にて8歳の一人息子が誘拐される。井上家は金融業を経営しており、誘拐された子供は、井上雷蔵と、年の離れた後妻、妙子との息子、節夫であった。早速捜査本部が設置され、犯人からの電話の探知が行われるが、その中で井上家のさまざまな問題が発覚してゆく。犯人逮捕の最大のチャンスが、身代金引き渡しの瞬間とにらんだ捜査陣は、その瞬間を狙おうとするが、偶然に近いような僥倖が犯人に味方し、出し抜かれてしまう。
新進気鋭の弁護士、百谷泉一郎はあるきっかけで、この事件に関与するようになる。事件解決のために、泉一郎・明子夫妻のとった奇抜な手段とは、そして、誘拐事件の真相とは何か。

## 登場人物
- 「彼」 - 戦史マニアで、犯罪を計画している。
- 木村繁房（山本五郎） - 30歳。誘拐事件を目論見、失敗して逮捕され、裁判にかけられている。
- 井上雷蔵 - 67歳。「井上金融」という金融業を営んでいる。
- 井上妙子 - 33歳。雷蔵の後妻。
- 井上節夫 - 井上雷蔵・妙子の一人息子。
- 井上卓二 - 雷蔵の腹違いの弟。
- 島崎光子 - 井上家の女中。妙子の妹。
- 島崎もと子 - 妙子・光子の母親。
- 広津保富 - 光子の婚約者。百谷の友人。
- 河守良夫 - 「井上金融」の社員。
- 谷岡友義 - 「井上金融」の社員。身代金運送役。
- 朝比奈隆一 - 雷蔵の秘書。
- 丸根（米村）欽司 - 雷蔵・卓二の再従兄弟。「井上金融」の金を横領して、解雇される。
- 岡山敏雄 - 建築設計家。欽司の友人。
- 丘たみ子 - 岡山敏雄の恋人の一人。犯人の罠にかかる。
- 原浩一 - 画家。欽司の友人。妙子の友人でもある。
- 浦上正太郎 - 「電話魔」。
- 時田英子 - 雷蔵の愛人。
- 水野志津子 - 雷蔵の愛人。
- 森山敏孝 - 警視庁の捜査一課長。
- 榎本詮三 - 警視庁の捜査一課の警部補。
- 宮下 - 警視庁の捜査一課の刑事。
- 菊池 - 警視庁の捜査一課の刑事。
- 深谷 - 警視庁の捜査一課の刑事。
- 加田 - 警視庁の捜査一課の刑事。
- 須藤 - 警視庁の捜査一課の刑事。
- 加藤 - 警視庁の捜査一課の刑事。
- 矢田部 - 警視庁の捜査一課の刑事。
- 千葉 - 警視庁の捜査一課の刑事。
- 今井 - 警視庁の捜査一課の刑事。
- 百谷泉一郎 - 弁護士。運命論者。
- 百谷明子 - 旧姓大平。兜町で「女将軍」の異名を持つ。愛称は「ペリ」。
- 島源四郎 - 「東邦秘密探偵社」[注 2]の調査部長。
- 丹下辰夫 - 弁護士。

## 評価
推理評論家の中島河太郎は、この作品の犯人が、裁判の傍聴や先例の研究をしておきながら、民事の法律を知らなかった点を批判しており、法律の研究をするならば六法全書を知らなかったということはあり得ないと述べている。これに対し、作者の高木彬光は、以下のように反駁している。
文芸評論家の平野謙は、この作に以下のような推奬文を記している。
これに関連して、著者である高木彬光は朝日新聞のインタヴューに答えて、以下のように語っている。
前述の中島河太郎は、上記の著者の言葉を、記者の筆録だから委細を伝えているかどうかは分からないが、滔々たる社会派的傾向を万能とせず、その良いところを採用しつつ、なお、本格物の真骨頂を読者に認識させたいとする覇気に満ち溢れていると評している。
高木彬光の作品系列において、『刺青殺人事件』を一つの峰とするならば、『誘拐』は二つ目の峰であるといえる。この2つの峰は決して本格派から社会派への転向を意味するものではなく、谷間における模索と実験の過程は、上記の平野謙の見解のように、新しい本格派の作風を生み出すためであり、より高位な段階を窺うためのステップであったとみることもできる、と有村智賀志は述べている。

## 映画
1962年2月4日公開。93分。配給は大映。

### スタッフ
監督：田中徳三、脚本：高岩肇、企画：塚口一雄、撮影：小林節雄、美術：仲美喜雄、音楽：塚原晢夫、録音：西井憲一、照明：渡辺長治、スチル：宮崎忠男

### キャスト
百谷泉一郎：宇津井健、百谷明子：万里昌代、井上庄蔵：小沢栄太郎、井上妙子：中田康子、井上卓二：川崎敬三、島崎光子：渋沢詩子、山本稲：倉田マユミ、山本定夫：当銀長次郎、広津保富：大瀬康一、朝比奈：友田輝、谷岡：春本富士夫、河守：中田勉、森山課長：伊東光一、榎本警部補：高松英郎、深谷刑事：原田玄、矢田部刑事：藤山浩二、加藤刑事：此木透、宮下刑事：小原利之、今井刑事：井上信彦、菊地刑事：石井竜一、須貝刑事：網中一郎、原浩一：北原義郎、岡山敏雄：片山明彦、丸根欽司：村上不二夫、丘たみ子：八潮悠子、荒巻裁判長：遠藤哲平、高岡検事：根上淳、木村繁房：杉田康、尾山たか：瀧花久子、尾山敏幸：仲村隆、時田英子：市田ひろみ、近藤巡査：花野富夫、吉田：飛田喜佐夫など